# Strandasters
Strandasters (Tripolium pannonicum), ofte skrevet strand-asters, er en 15-60 cm høj urt, der i Danmark vokser på strandenge.

## Beskrivelse
Strandasters er en flerårig urt, der tilhører kurvblomstfamilien. Den har smalle, lancetformede, kødfulde blade og en opret, glat, ofte rødlig stængel.
Alle kurvene er samlet i toppen i en halvskærm, og de består af gule skivekroner i midten, og blålige eller violette randkroner. Kurvene er ca. 2-3 cm, mens randblomsterne er omkring 1-1,5 cm. Frugten er 3-4 mm med fnok.
Strandasters er i øvrigt ofte kun toårig.

## Udbredelse i Danmark
Arten er ret almindelig i Danmark på våd bund, på strandenge og i strandsumpe. Strand-asters blomstrer i juli-september.

## Hjemsted i Europa
Arten er udbredt i Mellemøsten, Kaukasus, Centralasien, Kina og Japan samt i de kystnære og steppeprægede i vegetationer i Europa. I det nordøstlige Bulgarien, hvor klimaet er kontinentalt med varm, tørre somre og hårde vintre, findes steppeområder af samme type, som kan ses i f.eks. Ungarn og Ukraine. Her vokser arten sammen med bl.a. agernigella, almindelig blærebælg, almindelig judastræ, almindelig nældetræ, almindelig parykbusk, almindelig syren, asfaltkløver, asiatisk singrøn, balkanpæon, bjergkortkrone, bjergstenfrø, blå staudeklematis, buskhestesko, dværgmandel, farvegåseurt, foderesparsette, fransk rose, glatbladet tidselkugle, gul læbeløs, hvid diktam, hårtotfjergræs, kronelimurt, lav iris, Melica transsilvanica (en art af flitteraks), melittis, opret galtetand, pigget lakrids, Potentilla cinerea (en art af potentil), purpurkongelys, russisk løn, Scabiosa argentea (en art af skabiose), sibirisk klokke, skarleje, skærmokseøje, slank sternbergia, spinkel kambunke, sølvsalvie, sølvbladet pære, Teucrium polium (en art af kortlæbe), uldhåret fingerbøl, våradonis og weichsel

## Note
1. ↑  GRIN: Tripolium pannonicum - det korrekte navn pr. 14. oktober 2009
2. ↑  Where to watch plants in Bulgaria: Norteastern Bulgaria Arkiveret 14. august 2014 hos  Wayback Machine – grundig beskrivelse af vegetationerne i denne landsdel (engelsk)